# Тілка Палджк
Тілка Палджк (18 лютого 1997) — замбійська плавчиня.
Учасниця Олімпійських Ігор 2020 року.
Призерка Чемпіонату Африки з плавання 2018 року.
Призерка Африканських ігор 2019 року.